# Forest Green Rovers FC
Forest Green Rovers is een Engelse voetbalclub uit Nailsworth, Gloucestershire. Het werd opgericht in oktober 1889. The New Lawn is de thuisbasis van de voetbalvereniging die ook wel de "groenste club ter wereld" wordt genoemd.

## Geschiedenis
De club was medeoprichter van de Gloucestershire County League in 1968/69 en speelde daar tot 1975 toen de club overschakelde naar de Hellenic League. Daar werd de club kampioen in 1982 en won ook de FA Vase. Forest Green promoveerde dan naar de Southern League Midlands Division.
In 1989 veranderde de clubnaam in Stroud FC, maar dit werd in 1992 weer ongedaan gemaakt. In 1996 wisselde de club van Midlands Divison naar South Division en werd daar het volgende seizoen meteen kampioen, zodat gepromoveerd werd naar de Premier Division van de Southern League. Ook daar werd de titel behaald en er werd gepromoveerd naar de Football Conference (tegenwoordig de National League), het hoogste amateurniveau in het Engelse voetbal.
In 2010 nam Dale Vince, eigenaar van een bedrijf in groene energie, een groot aandeel in de club. Mede daardoor werd de club in 2015 volledig veganistisch. Verder werd het stadion ecologisch verbeterd, zodat het in 2017 volledig CO2-neutraal was. In 2022 werd er een elektrische spelersbus aangeschaft.
Ook werd het plan ontwikkeld om een ecologisch houten stadion te bouwen met 5.000 zitplaatsen, onder de naam Eco Park. Daarvoor zou de club verhuizen naar Eastington.
Na een derde plaats in de National League in het seizoen 2016/17 mocht de club meedoen aan de play-offs om promotie. Dagenham & Redbridge FC werd verslagen in de halve finale, en daardoor plaatste de ploeg zich voor de eindstrijd op Wembley. In die wedstrijd wonnen ze van Tranmere Rovers FC. Door die overwinning promoveerde Forest Green Rovers voor het eerst in de clubhistorie naar de League Two, het vierde en tevens laagste niveau van het Engelse profvoetbal. Door deze promotie is Nailsworth de kleinste plaats ooit die een Engelse profvoetbalclub huisvest. In 2022 promoveerde FGR naar de League One, om het seizoen erop te degraderen.
In het seizoen 2023/24, na de degradatie uit League One, eindigde Rovers opnieuw in de degradatiezone in League Two. Achtereenvolgende degradaties bracht Forest Green Rovers terug naar de National League, waarmee een einde kwam aan hun zevenjarige periode in de Football League.

## Erelijst
- FA Vase

1982
- FA Trophy

Finalist: 1999, 2001
- Southern Football League Premier Division

1998
- Hellenic League

1982
- EFL League Two

2021-2022